# بیل ال. یانگ
بیل ال. یانگ (انگلیسی: Bill Young؛ (زادهٔ ۱۷ اوت ۱۹۴۶ – درگذشتهٔ ۱۸ مارس ۲۰۲۱) یک بازیکن فوتبال آمریکایی اهل ایالات متحده آمریکا بود.